# Aleksa Matić
Aleksa Matić (in serbo Алекса Матић?; Novi Sad, 20 settembre 2002) è un calciatore serbo, centrocampista dello Stabæk.

## Carriera

### Club
Il 21 agosto 2024 viene acquistato a titolo definitivo dalla squadra norvegese dello Stabæk.

### Nazionale
Ha giocato nelle nazionali giovanili serbe Under-16, Under-17, Under-19 ed Under-21.

## Statistiche

### Presenze e reti nei club
Statistiche aggiornate al 17 agosto 2024.
| Stagione                 | Squadra                  | Campionato               | Campionato | Campionato | Coppe nazionali | Coppe nazionali | Coppe nazionali | Coppe continentali | Coppe continentali | Coppe continentali | Altre coppe | Altre coppe | Altre coppe | Totale | Totale |
| Stagione                 | Squadra                  | Comp                     | Pres       | Reti       | Comp            | Pres            | Reti            | Comp               | Pres               | Reti               | Comp        | Pres        | Reti        | Pres   | Reti   |
| ------------------------ | ------------------------ | ------------------------ | ---------- | ---------- | --------------- | --------------- | --------------- | ------------------ | ------------------ | ------------------ | ----------- | ----------- | ----------- | ------ | ------ |
| 2020-2021                | Grafičar Belgrado        | PL                       | 21         | 1          | CS              | 1               | 0               | -                  | -                  | -                  | -           | -           | -           | 22     | 1      |
| 2021-2022                | Grafičar Belgrado        | PL                       | 24+2       | 1+0        | CS              | 1               | 0               | -                  | -                  | -                  | -           | -           | -           | 27     | 1      |
| Totale Grafičar Belgrado | Totale Grafičar Belgrado | Totale Grafičar Belgrado | 45+2       | 2+0        |                 | 2               | 0               |                    | -                  | -                  |             | -           | -           | 49     | 2      |
| ago.-nov. 2022           | Minsk                    | VL                       | 11         | 0          | CB              | 0               | 0               | -                  | -                  | -                  | -           | -           | -           | 11     | 0      |
| gen.-giu. 2023           | Voždovac                 | SL                       | 15         | 0          | CS              | 0               | 0               | -                  | -                  | -                  | -           | -           | -           | 15     | 0      |
| 2023-2024                | Voždovac                 | SL                       | 30         | 0          | CS              | 1               | 0               | -                  | -                  | -                  | -           | -           | -           | 31     | 0      |
| ago. 2024                | Voždovac                 | PL                       | 3          | 0          | CS              | 0               | 0               | -                  | -                  | -                  | -           | -           | -           | 3      | 0      |
| Totale Voždovac          | Totale Voždovac          | Totale Voždovac          | 48         | 0          |                 | 1               | 0               |                    | -                  | -                  |             | -           | -           | 49     | 0      |
| ago.-nov. 2024           | Stabæk                   | 1D                       | 0          | 0          | CN              | 0               | 0               | -                  | -                  | -                  | -           | -           | -           | 0      | 0      |
| Totale carriera          | Totale carriera          | Totale carriera          | 104+2      | 2+0        |                 | 3               | 0               |                    | -                  | -                  |             | -           | -           | 109    | 2      |